# Массовое отравление метанолом в Бангалоре
Массовое отравление метанолом в Бангалоре — крупнейшее отравление метанолом, произошедшее в 1981 году в индийском городе Бангалоре, в результате которого погибло 308 человек. Метанол оказался в кустарном напитке «Хуч». Были задержаны 68 человек, виновные в отравлении, но настоящего наказания не понёс никто.